# 복막투석

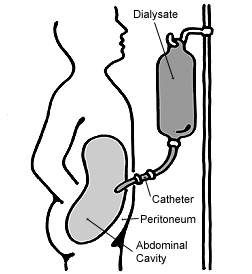

복막투석(腹膜鬪析; peritoneal dialysis, PD)은 복막으로 하는 인공투석이다. 복막투석은 체액과 용해된 물질을 혈액과 교환하는 막으로 사람의 복부에 있는 복막을 사용하는 인공투석의 일종이다. 이는 과도한 체액을 제거하고 전해질 문제를 교정하며 신부전이 있는 사람들의 독소를 제거하는 데 사용된다. 복막투석은 처음 몇 년 동안 혈액투석보다 결과가 더 좋다. 다른 이점으로는 심각한 심장 질환이 있는 사람들의 유연성이 향상되고 내약성이 향상된다는 것이다.

## 부작용
합병증으로는 복부 내 감염, 탈장, 고혈당증, 복부 출혈, 카테터 막힘 등이 있을 수 있다. 이전에 상당한 복부 수술을 받았거나 염증성 장질환이 있는 경우에는 복막투석이 불가능하다. 제대로 수행하려면 어느 정도의 기술이 필요하다.

## 같이 보기
- 청소율